# Johann Joachim Eschenburg
Johann Joachim Eschenburg (Amburgo, 7 dicembre 1743 – Braunschweig, 29 febbraio 1820) è stato un critico letterario e storico tedesco.

## Biografia
Nato e cresciuto ad Amburgo, Eschenburg studiò all'Università di Lipsia e all'Università Georg-August di Gottinga. Nel 1767 diventò tutore e, in seguito, professore al Collegium Carolium di Braunschweig (oggi Università tecnica di Braunschweig). Il titolo di Hofrat gli fu conferito nel 1786, e nel 1814 diventò uno dei direttori del Carolium.
È noto soprattutto per i suoi sforzi nella divulgazione della letteratura inglese in Germania. Pubblicò una serie di traduzioni tedesche dei principali scrittori inglesi sull'estetica, come Charles Burney, Joseph Priestley e Richard Hurd; e produsse anche la prima traduzione completa in prosa tedesca delle opere di Shakespeare (Schauspiele di William Shakespear, 13 voll., Zurigo, 1775–1782). Questa è praticamente un'edizione rivista della traduzione incompleta pubblicata da Christoph Martin Wieland tra il 1762 e il 1766.
Eschenburg fu anche poeta ed alcuni suoi inni diventarono famosi.